# Серцова, Анисия Петровна
Анисия Петровна Серцова (1920—2009) — советский и российский учёный и педагог в области истории философии и социальной философии, доктор философских наук (1973), профессор (1976). Заслуженный профессор МГУ (1998).

## Биография
Родилась 1 июля 1920 года на станции Поповка в  Запорожской области, Украинской ССР.
С 1938 по 1941 год обучалась в Московском институте философии, литературы и истории. С 1941 года в период Великой Отечественной войны в качестве добровольца призвана в РККА и направлена на фронт, воевала в составе 299-й стрелковой дивизии 66-й армии на Западном, Калининском и Сталинградском фронтов. В качестве медсестры была участницей битвы за Москву, Сталинградской битвы, освобождения Харькова, Ясско-Кишиневской операции и Пражской операции. Была ранена и дважды получила две тяжёлые контузии.
В 1945 году закончила Философский факультет МГУ и с 1945 по 1946 год занималась педагогической деятельностью в учебных заведениях Праги. С 1946 по 1949 год обучалась в аспирантуре МГУ. С 1949 года на педагогической работе на Философском факультете МГУ. С 1968 по 1975 год по решению ЦК КПСС, А. П. Серцова была
откомандирована для работы в пресс-группу при посольстве СССР в Праге, её аналитические письма о положении в Чехословакии направлялись лично генеральному секретарю ЦК КПСС Л. И. Брежневу. С 1975 по 2009 год — профессор общеуниверситетской кафедры философии гуманитарных факультетов и философского факультета МГУ.
В 1953 году А. П. Серцова защитила диссертацию на соискание учёной степени кандидат философских наук по теме: «Исторические особенности возникновения и развития народно-демократического строя в Чехословакии», в 1973 году — доктор философских наук по теме: «Формирование и развитие социалистических наций. Об опыте СССР и Чехословацкой ССР». В 1976 году приказом ВАК ей было присвоено учёное звание профессор. В 1998 году была удостоена почётного звания Заслуженный профессор МГУ.
Основная научно-педагогическая деятельность А. П. Серцовой была связана с вопросами в области основных событий истории Великой Отечественной войны, различных исторических процессов, социальных познаний и утопий, национальных и культурных отношений. Ряд научных работ А. П. Серцовой получили признание в Советской Союзе и во многих странах мира. В 1973 году ей была издана монография «Социализм и развитие наций. Об опыте СССР и ЧССР», в 1986 году она являлась соавтором книги «Что такое революция?», изданной в Москве на пятнадцати иностранных языках. Под руководством А. П. Серцовой было подготовлено более 30 кандидатов и докторов наук.
Скончалась 28 августа 2009 года в Москве на 90-м году жизни.

## Награды
- Орден Отечественной войны I[4] и II[5] степени
- Орден Красной Звезды
- Орден «Знак Почёта» (1980)[4]
- Медаль «За победу над Германией в Великой Отечественной войне 1941—1945 гг.»
- Медаль «За оборону Москвы»
- Медаль «За оборону Сталинграда»
- Медаль «За освобождение Праги»